# DELAG
La DELAG (Deutsche Luftschiffahrts-Aktiengesellschaft - Società Tedesca Dirigibili da Trasporto) era una compagnia aerea con sede a Francoforte sul Meno, nell'allora Impero Tedesco.
Fondata il 16 novembre 1909 ad opera, tra gli altri, dell'iniziativa del Conte Ferdinand von Zeppelin e del Dottor Hugo Eckener, fu la prima compagnia aerea del mondo.

## Storia

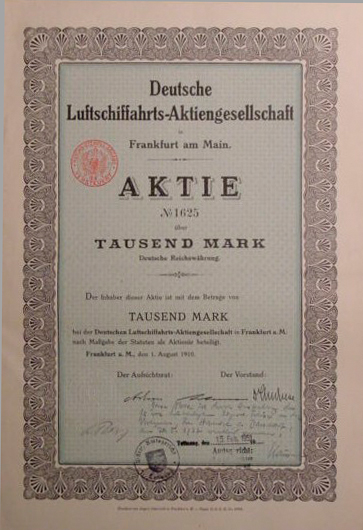
Azione emessa dalla DELAG.

Il capitale iniziale della società ammontava a tre milioni di Marchi, in maggioranza investiti da grandi città tedesche sotto la guida dei sindaci di Francoforte sul Meno e Düsseldorf, Franz Adickes e Wilhelm Marx rispettivamente. Il capitale restante di 400.000 Marchi era rappresentato dalle stesse aeronavi. Il primo dirigibile ad entrare in servizio con la DELAG fu l'LZ6, che rimase accidentalmente distrutto in un incidente nel suo hangar a Baden-Oos. Fu con l'LZ 7 "Deutschland" che ebbe inizio il servizio passeggeri da Francoforte sul Meno a Baden-Baden, successivamente la tratta si estese fino a Düsseldorf.
L'anno successivo, 1910, con lo LZ 10 "Schwaben" venne introdotta per la prima volta la figura dello steward, per occuparsi della comodità dei passeggeri. Questa aeronave trasportò 4354 passeggeri in oltre 200 voli senza un singolo incidente nella sua breve carriera. Altri tre dirigibili entrarono in servizio per la DELAG prima dello scoppio della prima guerra mondiale: LZ 11 "Viktoria Luise", LZ 13 "Hansa" e lo LZ 17 "Sachsen"; con l'inizio delle ostilità i tre zeppelin furono presi in consegna dall'esercito tedesco.
Nel luglio del 1914, un mese prima dello scoppio della guerra, i dirigibili commerciali della DELAG avevano trasportato complessivamente 34.208 passeggeri su 1.588 viaggi, per un tempo di volo complessivo di 3.176 ore su 172.535 km. All'epoca le rotte della DELAG toccavano Düsseldorf, Baden-Oos, Berlino, Gotha, Francoforte sul Meno, Amburgo, Dresda e Lipsia. Il progetto di connettere le capitali europee fu interrotto proprio dallo scoppio della prima guerra mondiale.
Al termine del conflitto, nel 1919, vennero realizzate due nuove aeronavi per consentire alla DELAG di riprendere i collegamenti: LZ 120 "Bodensee" e LZ 121 "Nordstern". L'LZ 120, grazie al progettista austriaco Paul Jaray, rappresentava lo stato dell'arte dal punto di vista dell'aerodinamica dei dirigibili, diventando il dirigibile più veloce del suo tempo. Nella sua carriera con la DELAG effettuò circa 100 voli passeggeri tra Friedrichshafen e Berlino. Nel 1921, in base al trattato di Versailles, fu ceduto all'Italia come riparazione di guerra, dove venne ribattezzato "Esperia".
Analoga sorte toccò al LZ 121, ceduto alla Francia e ribattezzato "Méditerranée". Numerosi altri dirigibili della Luftstreitkräfte ed altri in via di completamento, tra cui l'LZ 126 "Los Angeles", furono ceduti alle potenze vincitrici, ma nessuno di questi faceva o era destinato a far parte della flotta della DELAG. Grazie all'impegno di Hugo Eckener, successore del Conte Ferdinand von Zeppelin alla guida della DELAG, il 18 settembre 1928 fu possibile varare l'LZ 127 Graf Zeppelin. Dopo una serie di voli promozionali, la DELAG riprese servizi regolari, inaugurando il primo servizio aereo transatlantico regolare. L'LZ 127 fu anche l'ultima aeronave a prestare servizio con la DELAG, trasportando, tra il 1928 ed il 1935, complessivamente 12.000 passeggeri su un percorso complessivo di 1,35 milioni di chilometri senza incidenti.
Con il consolidarsi del nazismo nel 1935 le attività relative agli zeppelin vennero nazionalizzate. Hugo Eckener era infatti inviso ai nazisti poiché figura di primo piano che non nascondeva la sua antipatia verso il regime. La nuova compagnia aerea venne battezzata Deutsche Zeppelin-Reederei GmbH (DZR), Compagnia di Navigazione Tedesca Zeppelin. Sotto le sue insegne volavano l'LZ 127 Graf Zeppelin e l'LZ 129 Hindenburg varato il 4 marzo 1936. Nel 2001 il nome Deutsche Zeppelin-Reederei GmbH rinasce sotto le insegne della Zeppelin Luftschifftechnik GmbH (ZLT), l'azienda produttrice degli Zeppelin NT.

## Aeronavi della DELAG

LZ 7 Deutschland.

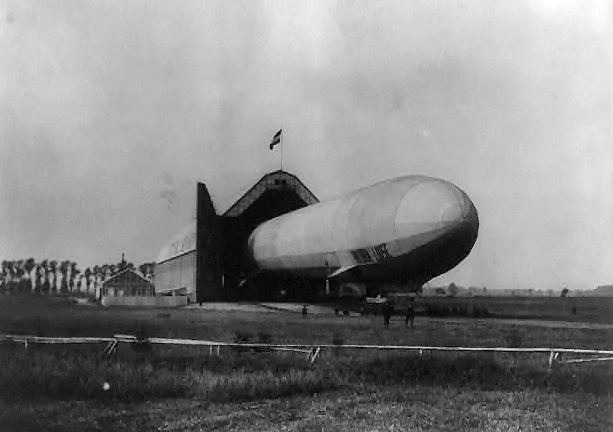
LZ 11 Viktoria Luise.

Antecedenti alla prima guerra mondiale:
- LZ 6
- LZ 7 Deutschland
- LZ 8 Deutschland
- LZ 10 Schwaben
- LZ 11 Viktoria Luise
- LZ 13 Hansa
- LZ 17 Sachsen

Successivi alla prima guerra mondiale:

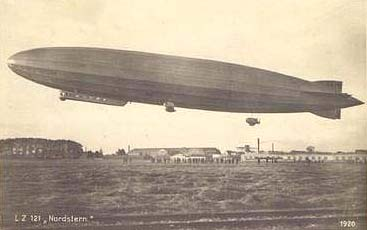
LZ 121 Nordstern.

- LZ 120 Bodensee
- LZ 121 Nordstern
- LZ 127 Graf Zeppelin